# Hippoglossus hippoglossus
Hippoglossus hippoglossus là loài cá dẹt thuộc họ Pleuronectidae. Loài này là cá tầng đáy sống trên hoặc gần đáy biển có chất nền là cát, sỏi hoặc đất sét ở độ sâu trong khoảng 50 và 2.000 m (160 và 6.560 ft). Loài cá lưỡi bơn mặt ngựa này là một trong những loài thuộc phân thứ lớp Cá xương thật (cá xương) lớn nhất thế giới và là loài loài nguy cấp do tốc độ tăng trưởng chậm và đánh bắt quá mức trước đó. Đây là loài cá bơi khỏe và có thể di cư quãng đường dài. Kích thước loài không phụ thuộc vào tuổi, mà có xu hướng diễn ra theo một chu kì liên quan đến sự dồi dào về số lượng cá thể (và thức ăn).

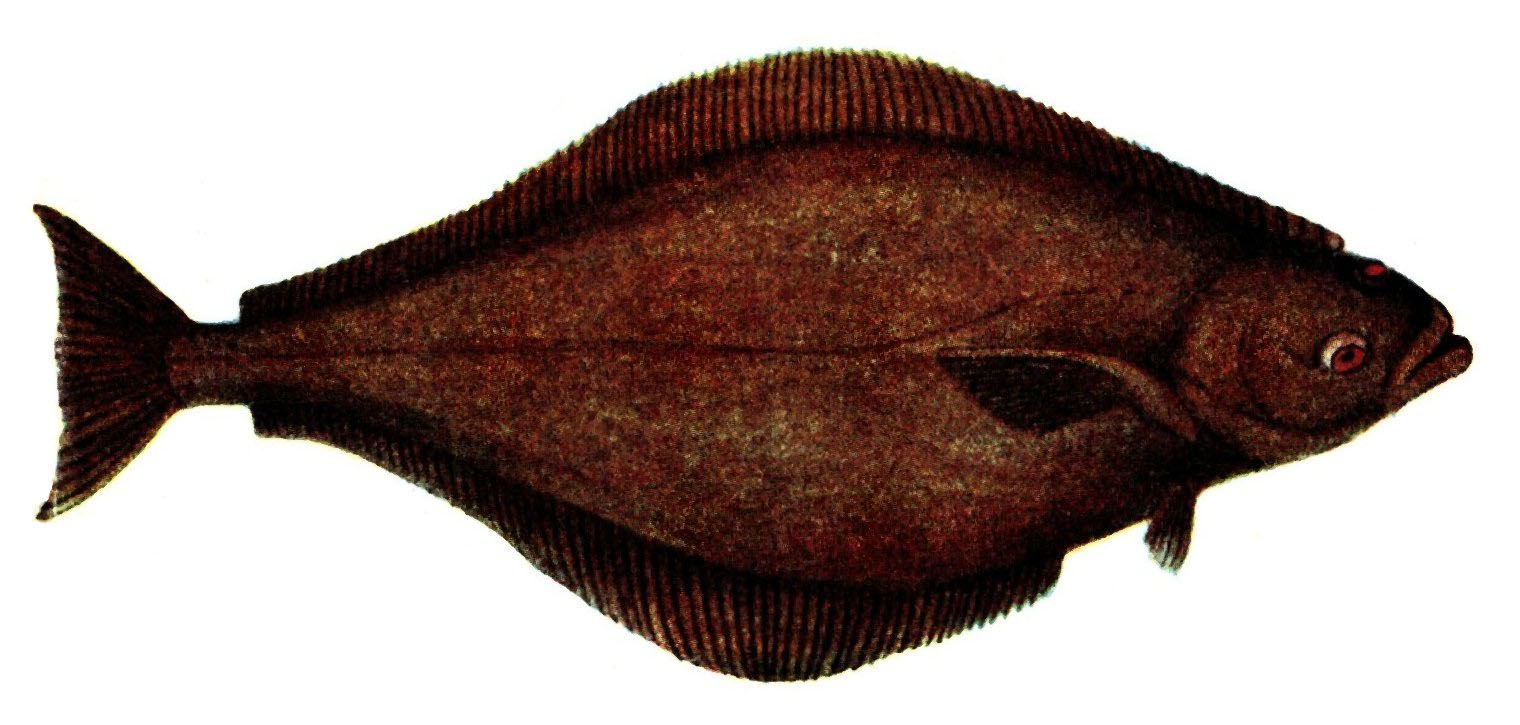

Môi trường sống tự nhiên của loài là vùng nước ôn đới và vùng cực của miền bắc Đại Tây Dương, từ Labrador và Greenland đến Iceland, Biển Barents và ra xa phía nam vịnh Biscay và Virginia. Nó là loài cá dẹp lớn nhất thế giới, chiều dài có thể đạt tới 4,7 m (15 ft) và cân nặng có thể đạt 320 kg (710 lb). Vòng đời của loài có thể đạt đến 50 năm.

## Mô tả
Hippoglossus hippoglossus là loài cá bơn mắt phải. Cơ thể loài phẳng sang một bên và chúng thường nằm nghiêng về bên trái của cơ thể với cả hai mắt di chuyển sang phía bên phải trong quá trình phát triển. Mặt phía trên của loài này có màu sô cô la đen, màu ô liu hoặc màu đá phiến và có thể gần như là màu đen; mặt phía dưới của có màu nhạt. Phần cuối vây đuôi của loài lõm. Cá con có màu nhạt hơn với nhiều đốm màu.

## Phân bố địa lý
Loài được tìm thấy ở cả phần phía đông và phía tây của Bắc Đại Tây Dương. Ở phía tây Đại Tây Dương, loài này được tìm thấy từ phía tây nam Greenland và Labrador, Canada đến Virginia ở Hoa Kỳ. Chúng còn được tìm thấy ở phía đông Đại Tây Dương xung quanh Iceland, Vương quốc Anh và Bắc Âu đến Nga. Có thể tìm thấy bản đồ phân bố địa lý của loài Hippoglossus hippoglossus trên trang web chính thức của Văn phòng điều hành năng lượng và môi trường Massachusetts.